# 鄧紫棋
鄧紫棋（1991年8月16日—），又名，原名鄧詩穎（英語：Gloria Tang Sze-wing），香港創作女歌手、詞曲作家與唱片監製。2008年7月10日，以16歲之齡出道，取得香港三大樂壇頒獎禮新人金獎。2012年，發行專輯《Xposed》並奪得香港IFPI成為全年最高銷量香港女歌手，憑藉《Xposed》於2013年入圍第24屆金曲獎最佳女歌手，成為入圍金曲歌后最年輕的女歌手。2014年，因參與湖南衛視歌唱競賽節目《我是歌手》第二季時的亮眼表現在華語地區迅速走紅。
鄧紫棋24歲前完成80場個人演唱會，2015年北京工人體育場演唱會有近4萬名觀眾，同年英國倫敦溫布利體育館完成第73場。2017年武漢站完成第100場。 內地平台公布2024年演唱會票房，鄧紫棋高踞榜首，創造票房逾25億元人民幣。 2025年成為全球歷年女歌手巡迴演唱會票房第四位。鄧紫棋成為第一位擁有五支破億MV的華語女歌手，歌曲《光年之外》MV在YouTube的觀看量於 2025年1月突破2.9億，保持YouTube華語歌觀看量第一。其他破億MV包括《再見》、《倒數》、《來自天堂的魔鬼》及《喜歡你》，而《喜歡你》成為第二高觀看量廣東歌MV。2025年1月，鄧紫棋的YouTube頻道累積總觀看量突破24億。
鄧紫棋獲頒第27屆KCA美國兒童選擇獎「最受歡迎亞洲藝人」，第26屆MTV歐洲音樂大獎（EMA）最佳中國大陸及香港地區歌手。曾登上福布斯中國百大名人權力榜兩次（2014年第91位，2015年第11位），福布斯2016年全球30歲以下最具潛質音樂人名單「30 Under 30」中唯一在榜亞洲音樂人。
2019年3月7日晚上，鄧紫棋發布與合作超過11年的蜂鳥音樂解約之消息，並於同年4月19日公佈鄧紫棋工作室以及G Nation唱片公司正式營業。

## 早年生活
1991年8月16日，鄧紫棋出生於上海，當日正逢七夕，父親鄧宇銘是香港人，母親容佳文是上海人，家中有一位比她小四歲的妹妹，4歲時隨父母移居香港。鄧紫棋的童年在上海市曹楊新村度過，並與外祖母同住。她的外祖母在2011年3月8日去世。
鄧紫棋在音樂世家成長，她的母親畢業於上海音樂學院聲樂系，舅父為小提琴演奏家，外祖母為聲樂教師，外祖父則是樂團色士風演奏家。在家人薰陶下，鄧紫棋自小熱愛音樂，自5歲起便嘗試作曲及填詞，13歲更是完成了英國皇家音樂學院聯合委員會鋼琴檢定考試八級。13歲時，因暗戀別校的籃球隊隊長而創作《睡公主》。
7歲時，鄧紫棋參與演出教育電視短片。13歲時，與陳奕迅合拍加州紅月餅義賣廣告。2006年，鄧紫棋於「Westlife亞洲巡迴演唱會」記者會中擔任表演嘉賓。
鄧紫棋原本在九龍城區的九龍塘方方樂趣英文小學就讀一年級。二年級轉讀油尖旺區的中華基督教會協和小學上午校，為校內詩歌班成員，於2003年畢業。同年，中學升讀油尖旺區的真光女書院，課餘時參與體操活動。從中學一年級起，鄧紫棋不斷地參加各項歌唱比賽，曾於一年內贏得五項歌唱比賽冠軍。2006年，參加《Spice It Up 學園祭》演唱自創歌曲獲得冠軍，而亞軍為王灝兒。比賽中，鄧紫棋被前經理人張丹邀請簽約蜂鳥音樂。
2008年，鄧紫棋在香港中學會考取得21分的成績。同年進入香港演藝學院主修聲樂系，之後因工作量日漸增多於2009年上半年放棄升學課程。

## 演藝生涯

### 2008年－2009年：香港出道

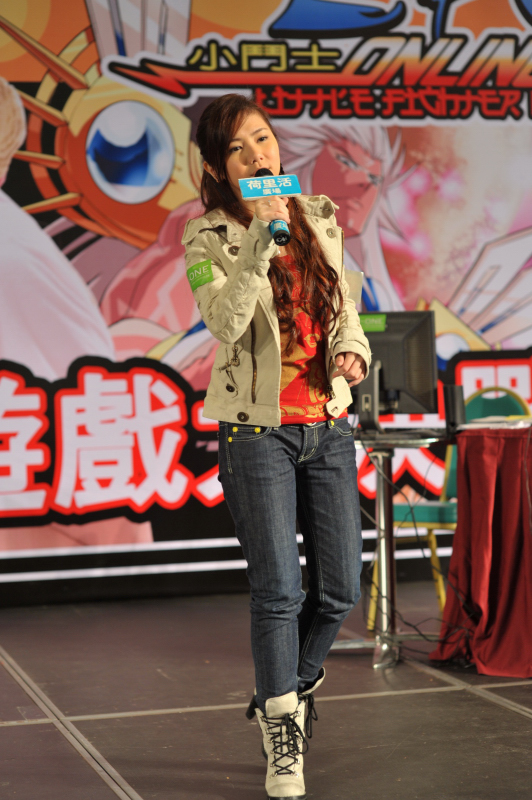
2009年4月，鄧紫棋在荷里活廣場宣傳活動

2008年10月16日，鄧紫棋首張個人EP《G.E.M.》發行，碟內包括三首粵語歌與兩首國語歌，其中收錄當年參賽歌曲《Sleeping Beauty》中文版——《睡公主》。後來鄧紫棋透露，這首歌靈感來自13歲時自己不敢對暗戀男生告白的故事。
為宣傳新碟，鄧紫棋在香港銅鑼灣舉行一連四場街頭表演。17歲鄧紫棋推出的《Where Did U Go》成為香港電台冠軍歌，打破1978年當時17歲女歌手張德蘭的紀錄，成為年齡最輕的香港四大電子傳媒冠軍歌獨唱女歌手。在2008年度叱咤樂壇流行榜頒獎典禮，鄧紫棋奪得叱咤樂壇生力軍女歌手金獎，成為唯一一位最年輕兼未成年的叱咤樂壇生力軍女歌手金獎得主，同時獲得香港其他兩大音樂頒獎禮新人金獎。
2009年5月5日，鄧紫棋赴美國洛杉磯為首張個人大碟《18...》錄音，並於同年10月27日發行。《18...》大碟中收錄膾炙人口的歌《A.I.N.Y.》，鄧紫棋因此而更廣為人知。同年11月20日、21日及22日，鄧紫棋於九龍灣國際展貿中心匯星（Star hall）舉辦首個個人演唱會《G.E.M. 18 Live 2009演唱會》，並邀請側田和林海峰擔任嘉賓。同年12月，鄧紫棋於加拿大多倫多舉行首個海外音樂會。

### 2010年－2013年：香港逐步耕耘
2010，鄧紫棋推出首張個人大碟《18...》。該專輯於2010年5月14日由豐華唱片發行臺灣版。宣傳時，鄧紫棋出現在多個綜藝節目，包括《我愛黑澀棒棒堂》、《天才衝衝衝》、《百萬大歌星》、《王牌大明星》、《娛樂百分百》、《百萬小學堂》和《音樂萬萬歲》。同年7月30日，鄧紫棋與Mr.舉行《拉闊擂台》音樂會。同年10月28日，鄧紫棋推出第三張音樂專輯《MySecret》，同年11月1日推出限量紀念版《MySecret Box Set》。《MySecret》當中收錄了《Get Over You》、《Good to be Bad》及《我的秘密》等3首廣東歌及7首國語歌，共10首歌曲。
2011年5月，鄧紫棋於香港紅磡體育館完成一連三場的「G.E.M. Get Everybody Moving世界巡迴演唱會香港站」，並以19歲之齡成為於該館舉行個人演唱會的最年輕香港女歌手。9月，鄧紫棋再次於紅磡體育館舉行個人演唱會，成為於該館開滿五場演唱會的最年輕華人歌手。鄧紫棋隨後於八個城市舉辦了多場「G.E.M. Get Everybody Moving世界巡迴演唱會」，演出地方包括澳門、廣東各地、澳洲、溫哥華、多倫多、美國內華達州里諾等。
2012年1月，鄧紫棋在個人網頁宣佈舉辦「秘撈Tour」。原因是她早在16歲已成為唱作歌手，從未有其他工作經驗。同年2月24日，她在YouTube官方頻道「GEMblog」播出她以榨汁小食店店員身份開展了首站秘撈Tour。3月22日，鄧紫棋擔任亞洲電視天氣報告主播並報導天氣，其報導天氣片段被上傳至YouTube不到24小時，點擊率已達24萬，兩日內點擊率突破33萬。同年5月18日，第三站的秘撈Tour播出預告，5月21日播出完整版。在片中，鄧紫棋體驗外籍傭工的一日生活。其後第四站，鄧紫棋帶大家去X Camp瞭解香港職業電單車手背後辛酸故事。第五站鄧紫棋嘗試幾份暑期工，以服務及銷售行業為主，包括雪糕車售賣員、便利店店員和化妝店銷售員／化妝員。第六站鄧紫棋在蘋果動新聞體驗編輯工作。第七站鄧紫棋體驗了世界自然基金會教育主任的工作。同年3月9日、11日、23日，鄧紫棋代表香港參與Asia Music Connection 2012，與陽光直人（Naoto Inti Raymi）、唐禹哲、盧廣仲等歌手到日本、香港和臺灣舉辦巡迴演唱會。同年6月27日，鄧紫棋參與iTunes Live@Hong Kong，與Jason Mraz及方大同同台演出。在排練的過程當中，Jason更建議鄧紫棋為《Lucky》重新編曲及填詞，並且把歌詞改成中文，讓他們的這首合唱歌變成一個獨一無二的版本。她並於同日在iTunes香港平台發行第四張音樂專輯《Xposed》。同年7月5日，鄧紫棋推出第四張音樂專輯《Xposed》正式發行，並於7月8日在香港觀塘區的apm商場舉行簽唱會，吸引近1,000人到場觀看。5天後，《Xposed》（Box Set）正式發行。同年7月28日，鄧紫棋於西門紅樓舉行在台首場音樂會。同年10月27日，她的YouTube官方頻道「GEMblog」觀看量突破6000萬。同年11月19日，她首個官方手機應用程式正式發佈。同年12月時，更以600餘萬港元分兩次購入荃灣韻濤居的一個1476呎海景複式單位，並與父母及妹妹共住。
2013年1月中旬，蜂鳥音樂宣布啟動鄧紫棋2013年世界巡迴演唱會。同年4月，鄧於紅館完成一連五場的「X.X.X. Live世界巡迴演唱會香港站」，並邀請王傑、胡夏、張敬軒和林俊傑為嘉賓。鄧亦以21歲之齡成為在紅館開滿十場演唱會的最年輕華人歌手。4月下旬，蜂鳥音樂表示鄧紫棋到奧地利遊學三個月。同年3月，鄧紫棋推出首張個人精選輯《The Best of 2008–2012》，該專輯於香港唱片商會銷量榜長居20週。同年7月推行第二版，追加收錄單曲《你把我灌醉》。翌年推出中國內地版本，附送多一張歌詞海報。同年5月，鄧紫棋憑專輯《Xposed》獲提名第24屆金曲獎最佳國語女歌手獎，以21歲成為金曲獎有史以來最年輕入圍最佳女歌手的候選者。其他有份角逐此獎項的香港候選人有林憶蓮和盧凱彤，是金曲獎有史以來最多香港候選者角逐同一獎項。同年6月21日，鄧紫棋發布一首新單曲《你把我灌醉（Intoxicated）》於陸港台三地熱播，原唱黃大煒於微博對鄧紫棋大加讚賞。該單曲於QQ音樂更在一星期內突破1500萬點擊，在YouTube錄得超過400萬的點擊率，並在全民投票的情況下獲得TVB勁歌金曲獎第七位，是TVB勁歌金曲獎史上第一首得獎的國語歌曲（註：TVB勁歌金曲在2013年之前一直有最受歡迎國語金曲獎，2013年開始取消「最愛歡迎國語 / 華語金曲獎」，不再分語系，並將十大金曲改為二十大金曲）。同年10月，鄧紫棋陸續推出個人現場個人創作《LIVE Piano Session》，當中包括原創作品《偶爾》和《我的秘密》，以及重唱蘇芮舊作《是否》。11月26日，鄧紫棋推出G.E.M. X.X.X. Live演唱會DVD。

### 2014年－2015年：進軍中國大陆

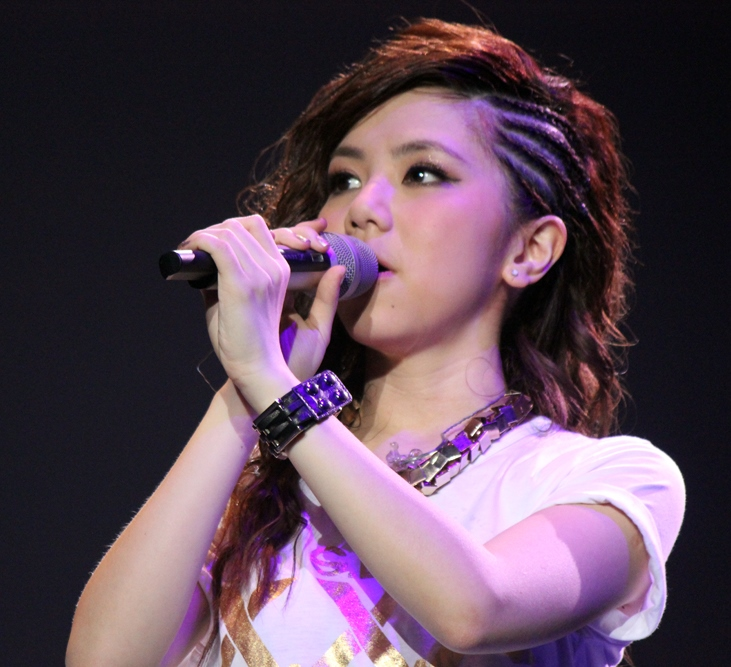
2014年5月，鄧紫棋在X.X.X. Live世界巡迴演唱會武漢站

2014年1月上旬，鄧紫棋參加湖南衛視歌唱節目《我是歌手》第二季因而爆紅。其中鄧紫棋在第一集節目演唱的原創歌曲《泡沫》成為2014年華語熱門歌曲。該歌曲收錄在2012年專輯《Xposed》中，是鄧紫棋失戀時到紐約旅行在街頭看到吹泡泡而觸發靈感創作。同年3月29日，鄧紫棋在Nickelodeon（美國MTV旗下頻道）舉辦的2014 Kids' Choice Awards（2014 KCA美國兒童選擇獎）的全球投票中取勝，並獲得Favorite Asian Act（亞洲最受歡迎藝人獎），成為首位獲得此獎的香港歌手。同年4月4日，《我是歌手 2》開始進入總決賽，賽前節目與微博合作舉辦票選，鄧紫棋獲78萬票成為「網民心中的冠軍」之第一名。最終她獲得亞軍。同月13日，鄧紫棋在第十四屆音樂風雲榜年度盛典上獲票選獎項類別的港台最受歡迎女歌手，是為首次奪得之最受歡迎女歌手獎項。5月，福布斯中文版公布「2014福布斯中國名人榜」，鄧紫棋首次進榜，並列在第91位，報導之總收入為1090萬人民幣，同時為該年首次進榜之香港人。

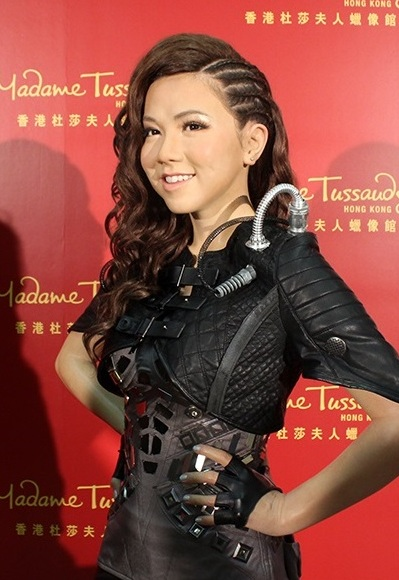
鄧紫棋蠟像，藏於香港杜莎夫人蠟像館（2015年1月）

自2014年5月1日起，鄧紫棋從澳門開始繼續她的X.X.X. Live世界巡迴演唱會，演唱會演唱曲目中減少部分粵語歌曲，增加了一些她在《我是歌手》第二季中改編翻唱的作品。由於她在中國大陸人氣爆增，巡迴演唱會不僅增加了更多中國北方城市場次（如西安、鄭州、哈爾濱等），北京和上海還分別進行一到兩場加場。由於演唱會門票供不應求，出現了不少人囤積門票在演唱會開場之前以天價賣出的現象。同年8月，鄧紫棋成為首位YouTube Channel播放破億的華人歌手。同月11日，鄧紫棋在奧克蘭開唱，未滿23歲便完成50場個人演唱會。同月15日，鄧紫棋在YouTube推出新曲《喜歡你》MV。同月20日，鄧紫棋成為中國中央電視台一套（CCTV-1）《開講啦》節目最年輕的演講者。同年12月10日，鄧紫棋蠟像入駐香港杜莎夫人蠟像館，成為蠟像入駐該館時年齡最小的藝人。

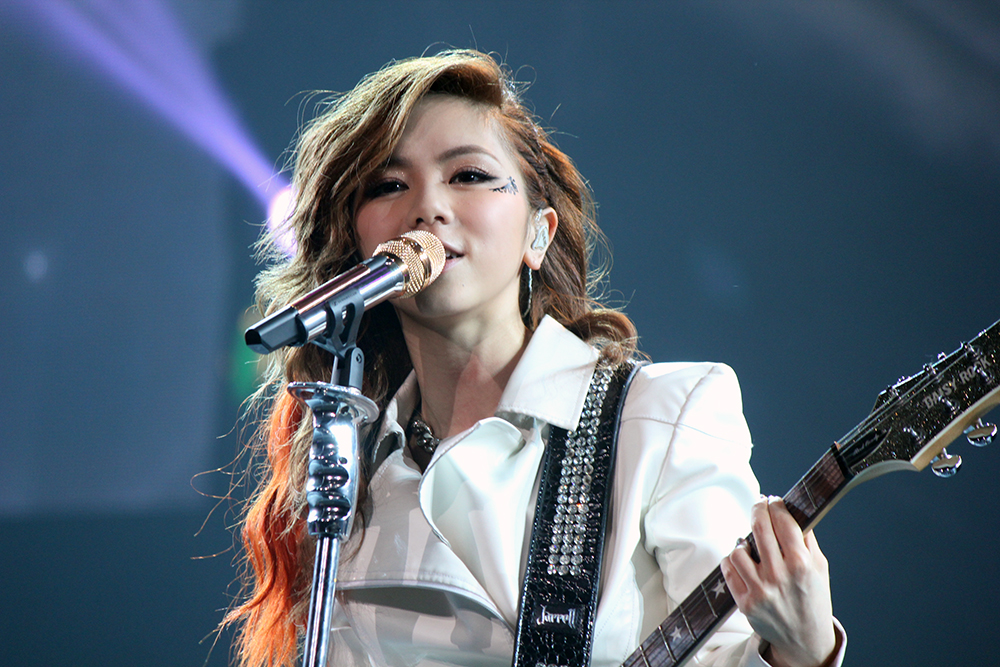
2015年1月，鄧紫棋在X.X.X. Live世界巡迴演唱會香港站

2015年1月，鄧紫棋登上《Harper's Bazaar》大陸版封面，成為最年輕封面女郎。同年2月2日，將於3月12日舉辦的「X.X.X. Live世界巡迴演唱會－臺北站」開票後四小時內全部售罄。2015年除夕（2月18日），鄧紫棋登上《中國中央電視台2015羊年春晚》的舞台，彈唱自創歌曲《多遠都要在一起》。該歌曲在央視春晚發布之後，迅速在各大播放平台及榜單取得不俗成績，截至5月末，該歌曲MV在YouTube已錄得380萬的點擊率，成為鄧紫棋當時在YouTube原唱歌曲MV點擊率的第七位。在2015年5月的訪談中，鄧紫棋透露這首歌中她將分手想像成永遠不會再見面的遠距離戀愛。同年3月31日，鄧紫棋在YouTube推出新曲《單行的軌道》MV。同年4月21日，鄧紫棋在洛杉磯召開新聞發布會，宣布自2015年11月份開始，以X.X.X. Live為主題與美國演唱會娛樂公司Live Nation合作，舉行首次歐美巡迴演唱會。同年4月中至5月初時，鄧紫棋面對人生最嚴重的輿論事件。她在《我是歌手》雙年巔峰會事件當中因為拒絕節目組的要求換歌，引致一手攜她成名的洪老師不滿，於是便在微博寫出「你不換歌，我們換人！晚安！」的字句。此事引起各網友的猜測，即使他們澄清了，但仍然很多網友沒有理會，把矛頭直指鄧紫棋，令她感到很傷心，整天都在床上，打電話給公司的同事訴苦。此事過了個多月才被平息。其後令很多人也討厭她，最終於其個人傳記電影《一路逆風》中洪濤導演對此事向鄧紫棋致歉。

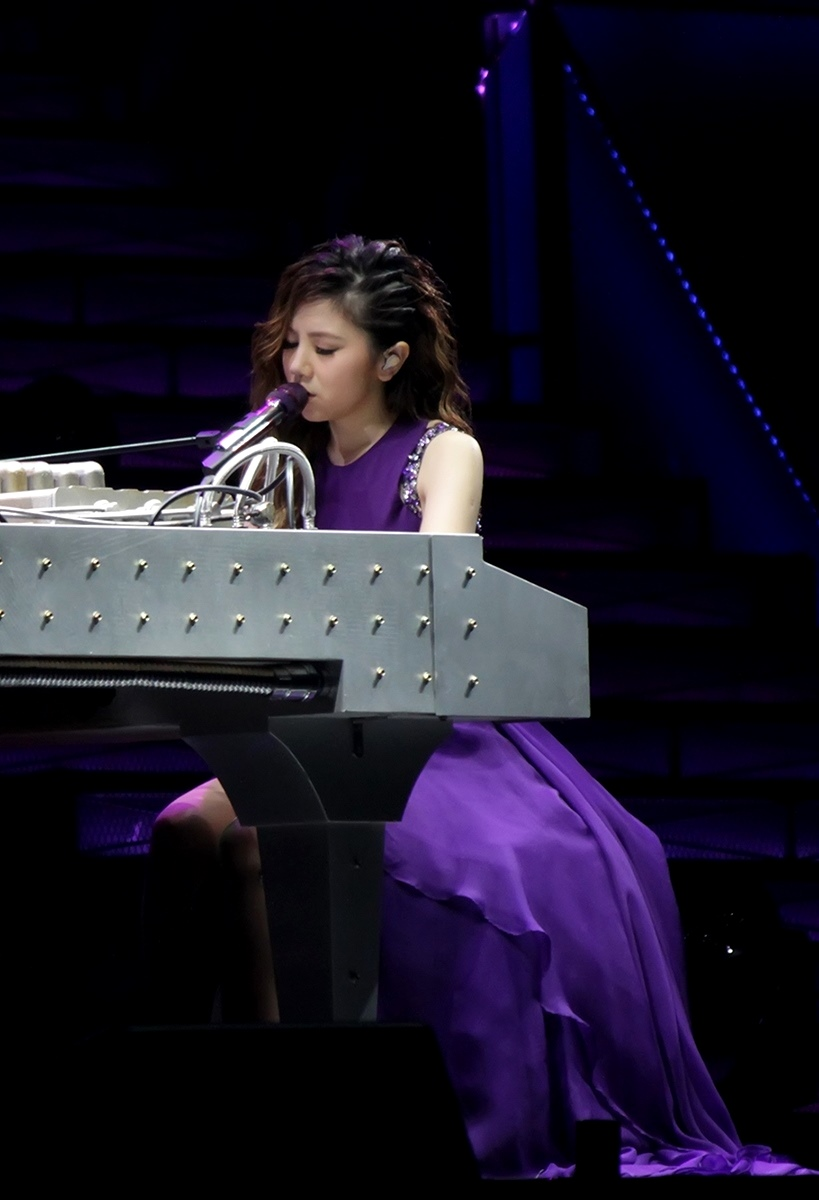
2015年5月，鄧紫棋在X.X.X. Live世界巡迴演唱會上海站

同年5月初，福布斯中文版公布「2015福布斯中國名人榜」，鄧紫棋再次入榜並由14年91位提升至11位，以6200萬人民幣年收入居在榜90後藝人之首。同年5月18日，鄧紫棋在微博確認參加深圳衛視真人秀《極速前進》，這是鄧紫棋參加的第一個戶外真人秀。同年6月2日抵達澳洲悉尼進行第一次拍攝，而她的拍檔是好友張芸京。同年5月，美國Billboard開設首個亞洲網路電台Billboard Radio China，鄧紫棋參加節目Big Interview成為首位訪談嘉賓。同年8月1日，「G.E.M. X.X.X. Live 世界巡迴演唱會」第64場在北京工人體育場吸引近4萬觀眾觀看，該場乃此次巡演大中華區尾場，亦首次採用全程全網現場直播方式，吸引48萬觀眾在線付費觀看。同月15日，鄧紫棋參與浙江衛視歌唱真人秀《中國好聲音》錄製任汪峰組夢想導師，成爲節目最年輕的夢想導師。該期節目於8月21日播出。同年10月29日，鄧紫棋在北京正乙祠舉行新專輯記者會，宣佈將於11月6日由索尼音樂娛樂發行第一張華語錄音室專輯《新的心跳》。專輯詞曲創作全部由鄧紫棋一人包辦，並於11月6日發佈之前陸續發佈10首歌曲的音樂影片。整場發佈會由鄧紫棋獨自主持完成，並用鋼琴彈唱了專輯第五主打歌《再見》，發佈會尾段發佈該歌曲音樂影片。該歌曲在YouTube頻道上已突破700萬點擊率，超越《多遠都要在一起》成爲《新的心跳》專輯在YouTube點擊率增長最快的音樂影片。同月22日，鄧紫棋於英國倫敦溫布利體育館舉辦「G.E.M. X.X.X. Live」世界巡迴演唱會，該場次為全球巡演的最後一場。

### 2016年－2018年：平穩發展

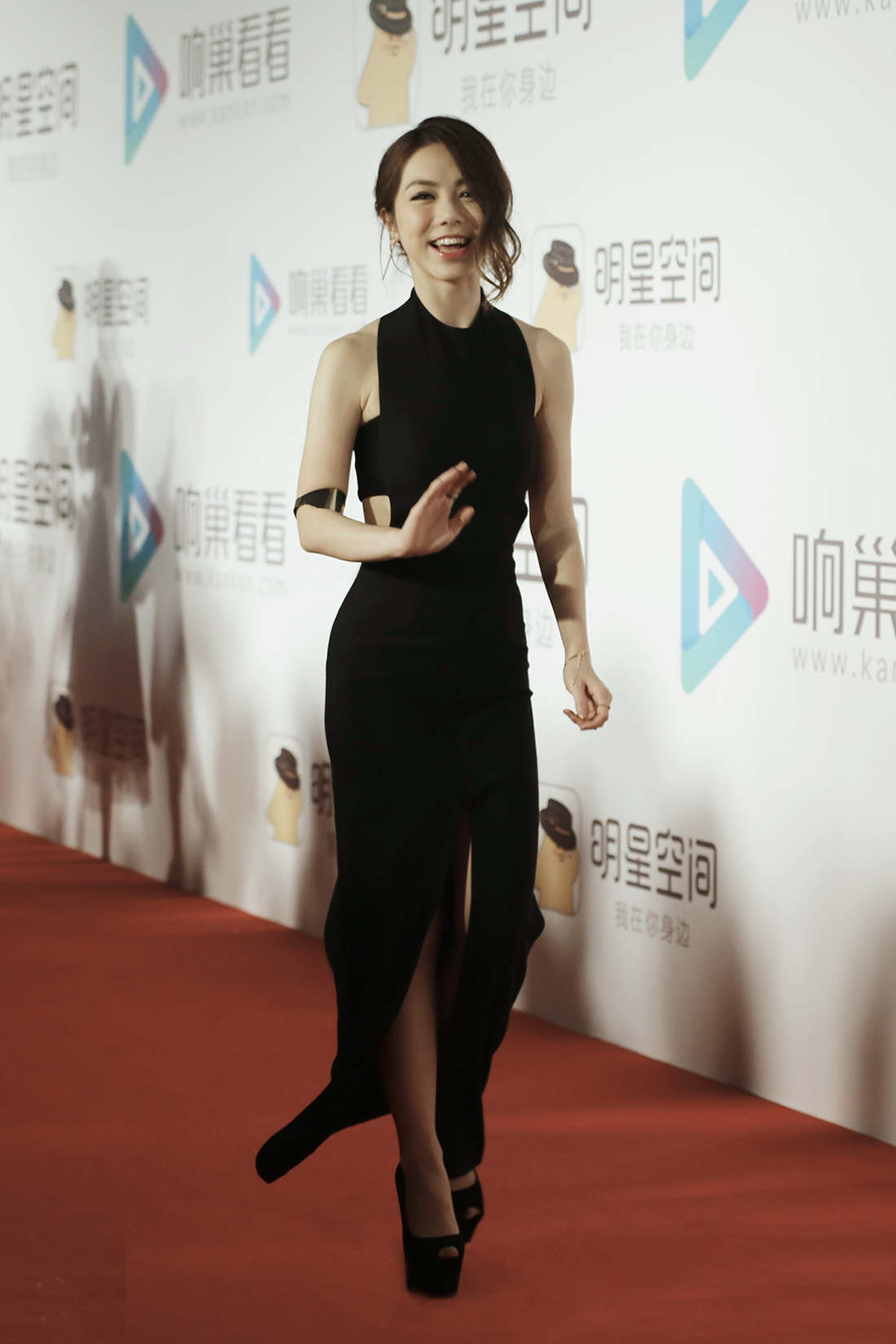
2016年4月，鄧紫棋出席《明星空間》頒獎禮

2016年1月5日，福布斯公佈2016年全球30歲以下最具潛質音樂人名單，鄧紫棋爲唯一在榜亞洲音樂人。榜單介紹她因銷量、社交媒體關注人數以及巡演的亮眼成績而入榜。其中包括一輪爲時兩年共73場最高單場觀看人數近4萬人的世界巡演。同年2月26日，福布斯公佈2016年“亞洲30歲以下30大最具潛力文體明星”榜單，鄧紫棋為榜單中唯一中國歌手。同年3月末到4月初，鄧紫棋連續在6個頒獎禮獲得15座大獎。在五個頒獎禮中她分別以漁網裝舞曲，鋼琴演奏，身着貓女裝吉他搖滾等多元形式表演自己的原創曲目引起廣泛關注和討論。同年5月，鄧紫棋發佈「Live Piano Session II」。系列包含原創新歌《給你的歌》和《畫》，以及《新的心跳》專輯主打歌《再見》。該系列是2013年 Live Piano Session的延續。三首歌均採用同步錄音方式，僅由鄧紫棋和鋼琴進行演繹。
由2015年10月29日發佈截至2016年9月26日，《再見》MV只是用了332天，在YouTube上的點擊率突破了3000萬，也是到目前為止在YouTube官方頻道「GEMblog」最短時間破3000萬點擊量的MV。截至9月14日，鄧紫棋第五張全視聽專輯《新的心跳》裡面所有歌曲MV在YouTube的總點擊率已經超過1億。
2016年9月30日，鄧紫棋推出暌違7年最新寫真集《25 LOOKS》，該寫真集推出繁簡體兩版，並在同日發行《25 LOOKS》迷你專輯收錄四首Remix單曲。同年11月6日，鄧紫棋奪得第23屆MTV歐洲音樂大獎（EMA）最佳中國大陸地區及香港地區藝人，帶來第二個國際大獎。同年12月29日發佈新歌《光年之外》，作為電影《太空潛航者》的中文主題曲。

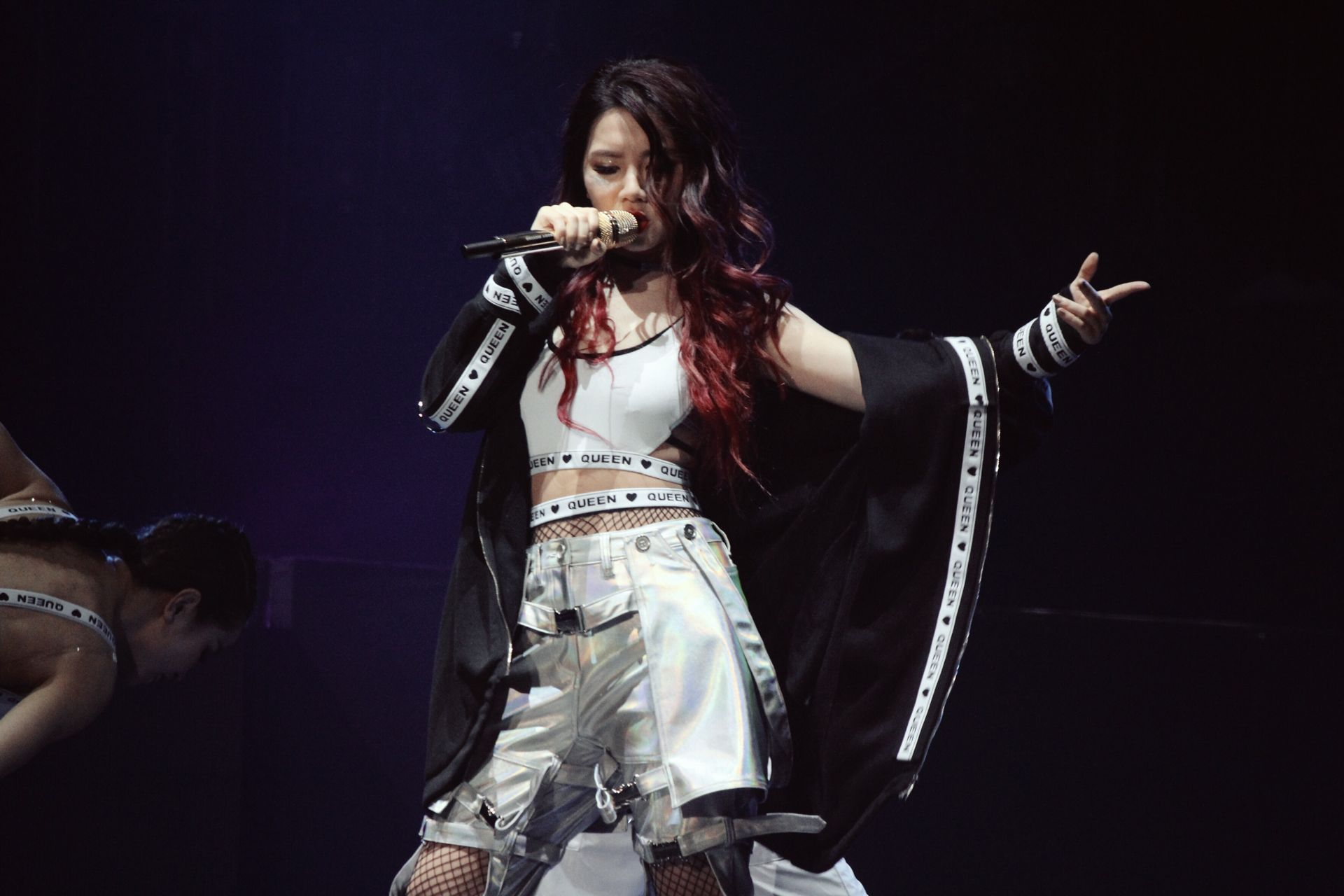
2017年4月，鄧紫棋在Queen of Hearts世界巡迴演唱會廣州站首場

2017年1月6日，鄧紫棋首部音樂紀錄片《一路逆風》上映，由英國導演Nick Wickham執導，記錄她在追求音樂與夢想的路上，如何走出人生低谷，電影有29位中港台藝人和鄧紫棋的親人參與拍攝。其後陸續在兩岸三地上映。同年1月27日，鄧紫棋繼2015年之後二度參加央視春晚，唱山歌《歌從漓江來》。2月14日，鄧紫棋在情人節宣佈舉行個人第三次大型世界巡迴演唱會「Queen of Hearts」并公開預售首場4月1號廣州站門票。同年5月26日，鄧紫棋開售了《一路逆風》的DVD版本。5月28日，「Queen of Hearts 世界巡迴演唱會」第一輪暫定於武漢場結束，也是鄧紫棋人生第100場售票演唱會。同年3月9日，《光年之外》MV在YouTube已突破1000萬觀看次數。同年7月9日，該MV突破5000萬觀看次數（截至2019年9月10日，該MV已經達到2億以上的觀看次數）。9月5日，鄧紫棋在香港杜莎夫人蠟像館的蠟像换上了新的造型。同月15至17日，Queen of Hearts世界巡迴演唱會搬到香港站進行，15及17日為加場。同年12月26日，鄧紫棋在YouTube官方頻道「GEM鄧紫棋」發佈了她的音樂紀錄片《一路逆風》。《光年之外》MV在YouTube上的點擊率突破了2.5億，成為了華語女歌手最快破億MV，以及香港歌手最快破億MV，在YouTube的華語音樂影片中排行第一，超越了周杰倫的《告白氣球》。鄧紫棋的《再見》在Youtube上的點擊率突破1.2億。同年10月27日，鄧紫棋成立個人慈善基金會「棋蹟慈善基金」（GEMiracle Foundation）。

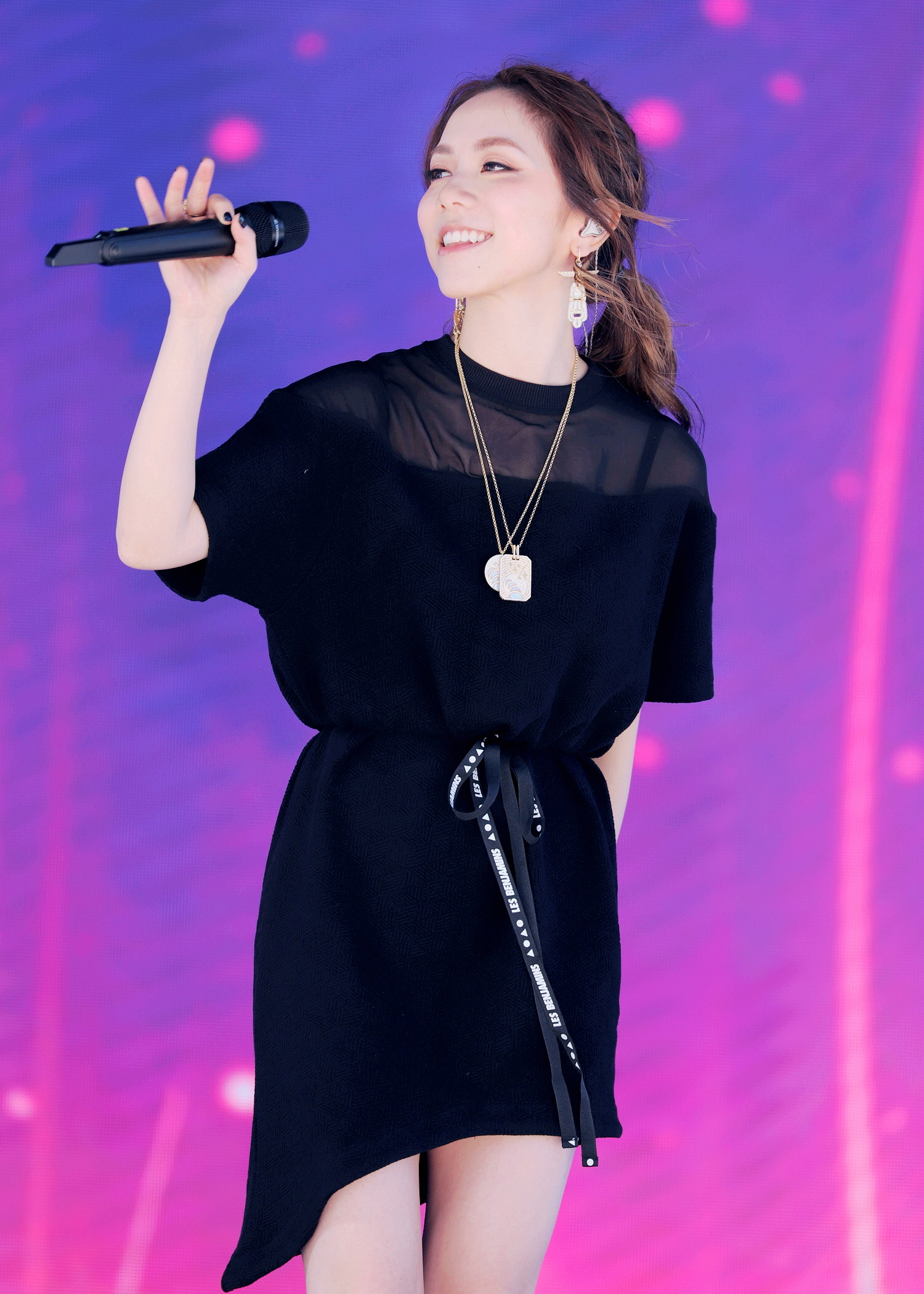
邓紫棋于大连的商演，2018年9月

2018年2月份，鄧紫棋出演謝霆鋒主持的節目《鋒味》並擔任嘉賓。她在節目中表示想煮一道比較有歸屬感的家常菜鼓勵一下謝霆鋒，決定挑戰蕃茄炒蛋。她在酒店廚房預先練習廚藝，當把蕃茄下鑊時隨即引起小火花，全程雞手鴨腳，不斷尖叫之餘，更因忘記開抽氣扇而導致火警警鐘大響，提醒她注意安全，嚇到她即時停手兼彈開。同年7月至9月，鄧紫棋參加的節目《中國新說唱》正式播映，她與潘瑋柏搭檔為明星製作人，被稱作「攀登組合」。最後成功幫助學員艾熱贏得比賽，他們亦成為冠軍製作人。另外，她在十周年歌迷慶祝會上宣佈了新專輯的消息，會以「童話三部曲」的形式分別在8、10、12月各出一張EP，而12月的EP裏面會有一首粵語歌。同年8月10日早上，鄧紫棋在YouTube官方頻道「GEMblog」發佈了《倒數》MV，作為首張EP《另一個童話》的主打歌曲。而全創作數位EP《另一個童話》則在8月30日於各大音樂平台推出，是「童話三部曲」的序章。同月18日，Queen of Hearts世界巡迴演唱會經歷了一年零四個半月，第40場的西安站成為了整個巡迴演唱會Part 1的尾站，亦是鄧紫棋在2018年最後一場的演唱會。Part 2將會在2019年於世界各地繼續舉行。同月21日，《倒數》MV只是用了12天，在YouTube上的點擊率就達到了500萬的點擊率，鄧紫棋在Facebook上發佈了劇情版MV。截止9月1日下午，《倒數》的Youtube點擊率突破1000萬，僅用了22天成為了官方頻道「GEMblog」最短時間破1000萬點擊率的MV。同年10月26日，第二張EP《毒蘋果》正式上線，是為「童話三部曲」的中章。主打歌曲《那一夜》的MV因製作效果未如理想，需要重拍，並由鄧紫棋親自操刀，首次參與了編劇和導演的工作。最後《那一夜》的MV延後至11月9日於YouTube發佈。同年11月4日（美國時間）出席在矽谷NASA艾姆斯研究中心舉行有「科學界奧斯卡」之稱的「科學突破獎」頒獎禮，擔任頒獎兼壓軸表演嘉賓，演唱個人原創歌曲《光年之外》，成為華人歌手第一人在該頒獎禮唱歌。同月19日，鄧紫棋入選BBC「年度百大女性」，被認為是一個充滿影響力的音樂家，致力支持不同對音樂、教育與貧窮有貢獻的慈善機構和組織，成為唯一入選的華人。同月22日，鄧紫棋個人YouTube頻道「GEMblog」的訂閱人數突破100萬，獲官方從美國寄上金獎狀認證。同年11至12月，鄧紫棋加盟了東方衛視的全新選秀節目《中國夢之聲·下一站傳奇》，與陳偉霆、吳亦凡、宋茜等明星一同成為傳奇創始人，攜手打造中國唱跳俱佳的新星。最後由鄧紫棋、陳偉霆、胡海泉率領的「挺齊全戰隊」贏得冠軍。同月30日，鄧紫棋重新翻唱了收錄在2008年首張專輯的歌曲《回憶的沙漏》，並於凌晨在YouTube發佈該歌曲10週年版MV。12月7日凌晨，鄧紫棋於YouTube上發佈了《岩石裡的花》的MV，是為第三張EP《睡皇后》的主打歌曲。此EP為「童話三部曲」的終章，於同日開始預售。另外，這張EP的同名歌曲《睡皇后》是鄧紫棋睽違多年的粵語作品，為其經典作《睡公主》的延續篇，其後鄧紫棋於官方Youtube頻道發佈由粉絲製作的MV，紀錄了她出道以來的片段。

### 2019年－2020年：解約風波
2019年3月7日，鄧紫棋於個人社交網站發布與經理人公司蜂鳥音樂停止合作之消息，並刊登律師信。由於在鄧紫棋宣布解約前，蜂鳥音樂已開始為「Queen of Hearts世界巡迴演唱會」的Part 2宣傳作公開發售，因此鄧紫棋為避免讓已購票的歌迷失望，決定演出已將門票發售的八場演唱會。Part 2的演唱會則於3月9日於澳門場起步，並橫跨美加及馬來西亞，同年4月28日於臺灣高雄市高雄巨蛋落幕。同年4月19日，在個人微博發佈成立了個人獨立工作室。由於與前公司蜂鳥音樂的合約糾紛仍未平息，鄧紫棋創立了全新的YouTube頻道，並於每週的星期四發佈親自剪輯的VLOG，與歌迷分享她的生活動態。5月，鄧紫棋受邀到紐約參加LOUIS VUITTON 2020初春系列時裝展。另外，鄧紫棋繼續擔任新一季《中國新說唱》的明星製作人，並首次獨立帶隊。同月，前公司蜂鳥音樂在與鄧紫棋的合約糾紛仍未平息期間，將其2018年發行的數位EP《童話三部曲》整理並發行了實體專輯《童話的休止符》。同年6月29日，鄧紫棋受邀於臺灣臺北小巨蛋舉行的第30屆金曲獎頒獎典禮上演唱《STREAMING》組曲，當中包括YouTube平台十首觀看破億的華語歌曲，分別為《不為誰而作的歌》、《我的歌聲裡》、《小幸運》、《那些年》、《演員》、《以後別做朋友》、《告白氣球》、《癡情玫瑰花》、《漂向北方》和《光年之外》。同年7月19日，《中國新說唱》第六期節目播出，並且鄧紫棋在節目首次演唱《差不多姑娘》，7月21日上午11時，《差不多姑娘》正式版MV在YouTube發佈，僅僅用了約一天便突破100萬點擊率。同年8月23日起，五月天在北京鳥巢舉行演唱會，邀請了GEM作爲演唱會嘉賓，合唱《你不是真正的快樂》以及《盛夏光年》。鄧紫棋表示夢想成真，更提醒粉絲「不要小看吸引力法則」。同年9月5日，《再見》官方MV在YouTube上突破了1億次點擊率，是鄧紫棋第二首「破億歌曲」，讓鄧紫棋成為整個華語樂壇裡擁有兩首「破億歌曲」的女歌手。同月10日，《光年之外》官方MV在YouTube上僅用了985天達到2億次點擊率，是整個華語樂壇的第一人，讓鄧紫棋成為歌曲MV點擊率最快破2億的華語女歌手。同時，鄧紫棋也在社交媒體上表示感動。同年10月20日，鄧紫棋發佈歌曲《Walk on Water》的MV，該歌曲被選為電影《未來戰士：黑暗命運》中文版主題曲。同年11月22日，鄧紫棋發佈歌曲《句號》的MV，官方影片僅用了兩天在YouTube平台上已獲得二百萬觀看人次。同年12月13日，鄧紫棋發佈第七張專輯同名歌曲《摩天動物園》的MV，官方影片發佈16小時後獲得一百萬觀看人次。同月27日，鄧紫棋正式發佈第七張錄音室專輯及第三張個人全創作專輯《摩天動物園》，同時於中午發佈專輯其中一首曲目《透明》的MV 。
2020年1月3日，鄧紫棋擔任臺灣歌手蔡依林所舉辦的「Ugly Beauty世界巡迴演唱會」嘉賓，兩人分別合唱了《說愛你》以及《光年之外》。同年1月27日，鄧紫棋發佈歌曲《Fly Away》的音樂影片，由隊長YoungCaptain執導。同月31日，香港網路溫度計DailyView透過《KEYPO大數據關鍵引擎》取得在港澳地區的資料樣本數，並分析指出鄧紫棋為90後20大最受關注女星排名第一，網路熱度為55278。同年2月2日，鄧紫棋發佈全新單曲《平凡天使》，向嚴重特殊傳染性肺炎疫情的平凡英雄致敬，散發正能量。同年3月3日，鄧紫棋發佈歌曲《很久以後》音樂影片，作為電影《可不可以，你也剛好喜歡我》主題曲。同年5月20日，鄧紫棋發佈歌曲《多美麗》音樂影片。歌曲中她罕見地使用大量的氣聲演唱，為整個音樂影片帶來特別的色彩。同年6月3日，《倒數》官方MV在YouTube上突破了1億次點擊率，是鄧紫棋第三首「破億歌曲」，讓鄧紫棋成為整個華語樂壇裡擁有三首「破億歌曲」的女歌手，第二個擁有三支破億MV的華語歌手（第一個為周杰倫）。同月29日，鄧紫棋發佈與周興哲合唱的歌曲《別勉強》音樂影片。同年7月15日，鄧紫棋憑《摩天動物園》獲得金曲獎五項提名，包括年度專輯、年度歌曲、國語女歌手、作曲人及國語專輯獎項。同年10月3日，金曲獎正式獲獎名單公佈，鄧紫棋憑《摩天動物園》獲得金曲獎評審團獎。

### 2021年－至今：平穩發展
2021年2月8日，鄧紫棋發行《平行世界》，該歌曲被選為電影《刺殺小說家》的主題曲。同年4月1日，鄧紫棋發行《超能力》音樂影片，由陳偉霆擔任男主角。同年5月20日，鄧紫棋發布歌曲《好想好想你》音樂影片，由鹿晗擔任男主角。同年7月27日，鄧紫棋發布《無雙的王者》（王者榮耀年度電競主題曲暨2021世界冠軍杯主題曲）。同年9月12日，《來自天堂的魔鬼》官方MV在YouTube上突破了1億次點擊率，是鄧紫棋第四首「破億歌曲」，讓鄧紫棋成為整個華語樂壇裡擁有四首「破億歌曲」的女歌手，第一個擁有四支破億MV的華語歌手，第一個於相同專輯中擁有兩支破億MV的華語女歌手。同年11月30日，鄧紫棋同時發布《兩個你》和《兩個自己》，兩首歌旋律相同，但分別用廣東話及國語演唱。同年12月21日，鄧紫棋再發布《倒流時間》。該歌本是馬來語，鄧紫棋團隊翻譯後由鄧紫棋演唱。
2022年1月6日，鄧紫棋完成最後一個公開活動，並於翌日在社交平台上宣佈進入全閉關狀態，表明下次回來時將會帶來新的專輯。同年7月16日，鄧紫棋宣佈時隔三年帶着她的新專輯《啓示錄》出關，《啓示錄》中有14首新歌及14首MV，成為首個以音樂連續劇的方式發布歌曲的歌手。該專輯於同年9月30日由華納音樂發行。同年12月8日，鄧紫棋發行《面壁者》，該歌曲為bilibili國漫《三體》的片尾主題曲。同月9日，鄧紫棋參與湖南衛視音樂綜藝節目《時光音樂會 第二季》客串飛行嘉賓。
2023年6月，鄧紫棋宣布《啓示錄》西班牙語版專輯《Revelación》將於同年7月10日發行，為首位推出西語專輯的主流華語歌手。同年8月1日，《夜的盡頭》於FlFA世界杯中國國家女子足球隊與英格蘭女子足球代表隊比賽現場播放。同年9月，參與湖南衛視《時光音樂會·老友記》，為時隔多年後再為音樂綜藝節目擔任常駐嘉賓。同年11月8日，《喜歡你》官方MV在YouTube上突破了1億次點擊率，該歌曲是鄧紫棋的第五首「破億歌曲」，同時也成為了唯一擁有5支破億MV的華語歌手。同年12月，鄧紫棋於廣州奧林匹克體育中心體育場啟動個人第四次大型世界巡迴演唱會「I AM GLORIA」，連開3場，並於2024年把該巡演帶到多個城市舉行。
內地專業平台官方公布2024年演唱會票房前10位， 她成功高踞票房榜首，更創造出逾25億元人民幣票房 ，並獲得2024年華語歌手入場人次第一（300萬以上人次）、華語歌手單年體育場演唱會場次第一（共69場）。踏入2025年G.E.M.展開「國際線」巡唱，足迹遍及法國、英國、馬來西亞、加拿大、美國、澳洲等地，2025年成為全球歷年女歌手巡迴演唱會票房第四位，撼贏美國流行音樂女王麥當娜（Madonna）及韓國人氣女團BLACK PINK，成為唯一躋身10強的中國面孔，因巡迴演唱會仍在進行中，所以仍有機會進入三甲位置。
2025年6月12日，鄧紫棋收錄包括於舊公司合約時期創作的作品，例如《睡公主》等合共十首歌曲的新專輯《I Am Gloria》於網上串流平台上架。同月18日，蜂鳥音樂發表聲明，禁止前旗下歌手鄧紫棋重製並發佈在舊公司合約時製作的部分歌曲。聲明推出四小時，鄧紫棋於社交平台拒絕把歌曲下架，並且發表法律依據，重申不會把音樂下架。同月19日，鄧紫棋宣布其大型世界巡迴演唱會「I AM GLORIA」將於2025年8月15-17、19-20日在啟德主場館強勢回歸，成為首位於啟德舉行個唱的香港以至全球女歌手,並且打破場館記錄成為啟德五連開第一人。

## 《我是歌手》
2013年的12月下旬，鄧紫棋確認參賽湖南衛視《我是歌手》第二季歌唱節目。該節目邀請已出道歌手參加比賽，在第一期中以自己的原唱作品亮相，餘下比賽翻唱他人原唱作品。2014年1月3日第一期節目播出後，鄧紫棋以個人作品《泡沫》一夜成名，更因此獲得百度美女榜及女歌手榜搜尋第一位。在觀眾投票環節中，排行較張宇、周筆暢等實力唱將為高，但以一票之差排在第四名曹格之後。在第二期中，鄧紫棋對《存在》的出色演繹得到更多人認同，原唱者汪峰及歌手那英等更公開讚賞。鄧紫棋在該投票環節中獲得第二名，最終以第一、二期總排名第二晉升第三期。
第三期比賽中，鄧紫棋憑着一首為演唱會改編的《你把我灌醉》，首次奪得第一名。在第四期演唱中，鄧紫棋憑范曉萱的《我要我們在一起》再次奪冠，成為《我是歌手》節目第一位歌手在同一輪兩場競演比賽中獲得冠軍。而第六期中演唱唯一一首廣東歌《喜歡你》，雖然要求重唱，但仍成功奪冠。第十期鄧憑借《Fallin'》再次奪冠，成為《我是歌手》節目開播以來第一位歌手成為四冠王。
有部分網友批評鄧紫棋演唱之前演唱會表演過的改編曲目（《你把我灌醉》、《我要我們在一起》和《Fallin'》）違反規定，但由於第一季亞軍林志炫亦演唱多首已發行的翻唱歌曲，證實節目組並無禁止參賽歌手演唱已公開的翻唱作品。
在第十三期決賽前節目與新浪微博合作舉辦票選，鄧紫棋獲78萬票成為「網民心中的冠軍」之第一名。而後的總決賽歌王之戰中鄧紫棋以得票率3.36%之差敗於韓磊，成為總亞軍。

### 比賽曲目
| 輪數                     | 期數     | 首播日期      | 演唱歌曲                                                       | 原唱者               | 歌曲介紹                                                      | 排名               | 得票率 | 備註                                                                 |
| ------------------------ | -------- | ------------- | -------------------------------------------------------------- | -------------------- | ------------------------------------------------------------- | ------------------ | ------ | -------------------------------------------------------------------- |
| 第一輪                   | 第一期   | 2014年1月3日  | 《泡沫》                                                       | 鄧紫棋               | 詞、曲：鄧紫棋 編曲：Lupo Groinig                             | 5                  | 13.57% | 個人排名最低的演出                                                   |
| 第一輪                   | 第二期   | 2014年1月10日 | 《存在》                                                       | 汪峰                 | 詞、曲：汪峰 編曲：John Laudon、鄧紫棋、Lupo Groinig          | 2                  | 19.85% | G.E.M.參與編曲                                                       |
| 第二輪                   | 第三期   | 2014年1月17日 | 《你把我灌醉》                                                 | 黃大煒               | 詞：姚若龍 曲：黃大煒 編曲：Lupo Groinig                      | 1                  | 28.29% | 已在專輯中出版該翻唱版本                                             |
| 第二輪                   | 第四期   | 2014年1月24日 | 《我要我們在一起》                                             | 范曉萱               | 詞、曲：李泉 編曲：Lupo Groinig、鄧紫棋、Doug Petty           | 1                  | 24.64% | 首位在同一輪 兩場比賽中獲得冠軍 曾在演唱會翻唱該歌曲，G.E.M.參與編曲 |
| 第三輪                   | 第五期   | 2014年1月31日 | 《If I Were a Boy》                                            | Beyoncé              | 詞、曲：BC Jean、Toby Gad 編曲：Lupo Groinig                  | 2                  | 21.01% | 首位選手成功連續四場維持頭兩位                                       |
| 第三輪                   | 第六期   | 2014年2月7日  | 《喜歡你》                                                     | Beyond               | 詞、曲：黃家駒 編曲：Lupo Groinig                             | 1                  | 22.89% | 要求重唱、 首位選手成功連續五場維持頭兩位                            |
| 第四輪                   | 第七期   | 2014年2月21日 | 《如果沒有你》                                                 | 莫文蔚               | 詞：左安安、李焯雄 曲：左安安 編曲：Doug Petty、Lupo Groinig  | 4                  | 12.40% | 個人得票率最低的演出                                                 |
| 第四輪                   | 第八期   | 2014年2月28日 | 《Lady Marmalade》                                             | Labelle              | 詞、曲：Bob Crewe、Kenny Nolan 編曲：Lupo Groinig             | 5                  | 13.36% | 個人排名最低的演出 曾在演唱會翻唱該歌曲史上第一位帶舞者的歌手        |
| 第五輪                   | 第九期   | 2014年3月7日  | 《龍捲風》& 饒舌部分：《安靜》                                 | 周杰倫               | 詞：徐若瑄 饒舌部分：周杰倫 曲：周杰倫 編曲：Lupo Groinig     | 2                  | 20.36% |                                                                      |
| 第五輪                   | 第十期   | 2014年3月14日 | 《Fallin'》                                                    | Alicia Keys          | 詞、曲：Alicia Keys 編曲：鄧紫棋、Lupo Groinig、梁翹柏        | 1                  | 19.21% | 首位歌手成為四冠王，曾在演唱會翻唱該歌曲，G.E.M.參與編曲             |
| 突圍賽                   | 第十一期 | 2014年3月21日 | -                                                              | -                    | -                                                             | 首發歌手進入半決賽 | -      | -                                                                    |
| 半決賽                   | 第十二期 | 2014年3月28日 | 《你不是真正的快樂》                                           | 五月天               | 詞、曲：阿信 編曲：Lupo Groinig                               | 2                  | 19.43% | 得票率於總決賽公布                                                   |
| 總決賽之 歌王之戰 第一輪 | 第十三期 | 2014年4月4日  | 《春天裡》                                                     | 汪峰                 | 詞、曲：汪峰 編曲：Lupo Groinig、Doug Petty                   | 2                  | 18.77% | 幫唱嘉賓：方大同                                                     |
| 總決賽之 歌王之戰 第二輪 | 第十三期 | 2014年4月4日  | 《We Will Rock You》 + 《一無所有》 + 《We Are The Champions》 | Queen、 崔健、 Queen | 詞、曲：Brian May、 崔健、 Freddie Mercury 編曲：Lupo Groinig | 2                  | 33.73% | 總亞軍／歌后 （女歌手排行第一）                                      |

### 預賽總排名及得票率
《我是歌手 2》設五輪預賽，每輪則設有兩期/場之比賽，以每輪總得票率為單位，得出總排名，再剔出該輪總排名最低之選手。
- 鄧紫棋合計五輪預賽中獲三冠一亞的佳績。

| 輪數   | 該輪首期得票率 （該期名次） | 該輪次期得票率 （該期名次） | 該輪總得票率 | 總排名 （共7位） | 備註                 |
| ------ | --------------------------- | --------------------------- | ------------ | ---------------- | -------------------- |
| 第一輪 | 13.57%（5）                 | 19.85%（2）                 | 16.71%       | 2                |                      |
| 第二輪 | 28.29%（1）                 | 24.64%（1）                 | 26.35%       | 1                | 史上預賽最高總得票率 |
| 第三輪 | 21.01%（2）                 | 22.89%（1）                 | 21.96%       | 1                |                      |
| 第四輪 | 12.40%（4）                 | 13.36%（5）                 | 12.88%       | 4                |                      |
| 第五輪 | 20.36%（2）                 | 19.21%（1）                 | 19.77%       | 1                |                      |

### 決賽總排名及得票率
《我是歌手 2》設一輪半決賽（計總成績之30%）；總決賽設兩輪，第一輪為「幫幫唱」環節，由歌手邀請助演歌手合演（計總成績之30%），第二輪則為獨唱（計總成績之40%）。
- 半決賽（3月28日）及總決賽的所有成績皆在總決賽第二輪（4月4日）結束後公布。
- 總決賽第一輪次序依舊由抽籤得出，鄧紫棋於最後演出（次序第七）；第二輪則按第一輪成績由最少票數的歌者先行演出，鄧紫棋於尾二演出（次序第四）。
- 總成績得出前則由主持人公布最終「歌王候選人」為鄧紫棋及韓磊。

| 輪數                   | 該輪名次 | 得票率 | 比重 | 得票率x比重 之數額 | 備註               |
| ---------------------- | -------- | ------ | ---- | ------------------ | ------------------ |
| 半決賽                 | 2 / 7    | 19.43% | 30%  | 5.829% +           | 輸少於87票         |
| 總決賽之歌王之戰第一輪 | 2 / 7    | 18.77% | 30%  | 5.631% +           | 輸少於9票          |
| 總決賽之歌王之戰第二輪 | 2 / 5    | 33.73% | 40%  | 13.492% +          | 輸少於33票         |
| 《我是歌手》總得票率   |          |        |      | = 24.95%           | 總亞軍 輸少於129票 |

## 歌唱比賽評審
除音樂創作及演出外，鄧紫棋亦積極發掘樂壇有潛質新人加入。2010年起，所屬唱片公司每年一度舉行網上歌唱比賽（Brand New Star），吸引不少香港及東南亞青年歌手及唱作人參加。作為比賽評判，她亦親自參與。每年度冠軍有機會簽約該公司成為旗下歌手。2010年及2011年度冠軍得主分別為Robynn Yip（於2012年1月與拍檔Kendy Suen組成Robynn & Kendy簽約香港環球唱片）及Jude Tsang。

## 香港派台歌曲成績
| 派台歌曲成績（四台）            | 派台歌曲成績（四台）          | 派台歌曲成績（四台） | 派台歌曲成績（四台） | 派台歌曲成績（四台） | 派台歌曲成績（四台） | 派台歌曲成績（四台）                                                 | 派台歌曲成績（四台）                                                 |
| ------------------------------- | ----------------------------- | -------------------- | -------------------- | -------------------- | -------------------- | -------------------------------------------------------------------- | -------------------------------------------------------------------- |
| 唱片                            | 歌曲                          | 903                  | RTHK                 | 997                  | TVB                  | 備註                                                                 | 備註                                                                 |
| 2008年                          |                               |                      |                      |                      |                      |                                                                      |                                                                      |
| G.E.M.                          | 等一個他                      | 2                    | 3                    | -                    | -                    | 出道作                                                               | 出道作                                                               |
| G.E.M.                          | Where Did U Go                | 2                    | 1                    | 4                    | 2                    | 首支冠軍歌                                                           | 首支冠軍歌                                                           |
| G.E.M.                          | 睡公主                        | -                    | 4                    | -                    | 1                    |                                                                      |                                                                      |
| G.E.M.                          | 回憶的沙漏                    | 20                   | -                    | -                    | -                    |                                                                      |                                                                      |
| 2009年                          |                               |                      |                      |                      |                      |                                                                      |                                                                      |
| 18...                           | All About U                   | 3                    | 1                    | 2                    | 6                    |                                                                      |                                                                      |
|                                 | Cheer Up!                     | ×                    | 1                    | ×                    | ×                    | 與容祖兒、張敬軒、林俊傑、泳兒、陳偉霆、徐子珊、倉木麻衣合唱         | 與容祖兒、張敬軒、林俊傑、泳兒、陳偉霆、徐子珊、倉木麻衣合唱         |
| 18...                           | Game Over                     | 2                    | 1                    | 1                    | 2                    |                                                                      |                                                                      |
| 18...                           | 食煙飲酒講粗口                | 13                   | -                    | -                    | -                    | 與林海峰合唱                                                         | 與林海峰合唱                                                         |
| 18...                           | A.I.N.Y.（愛你）              | -                    | 1                    | -                    | -                    |                                                                      |                                                                      |
| 2010年                          |                               |                      |                      |                      |                      |                                                                      |                                                                      |
| 18...                           | 想講你知                      | 5                    | 11                   | 3                    | -                    | 鐳射電器廣告歌                                                       | 鐳射電器廣告歌                                                       |
| 我沒有變過 愛的習慣             | 合唱歌                        | 10                   | 1                    | 3                    | -                    | 與側田合唱                                                           | 與側田合唱                                                           |
| MySecret                        | Good to be Bad                | 8                    | 3                    | 1                    | 3                    |                                                                      |                                                                      |
| MySecret                        | Get Over You                  | 1                    | 3                    | 4                    | 2                    |                                                                      |                                                                      |
| MySecret                        | Twinkle II                    | -                    | 2                    | 2                    | -                    | 新城國語力：1                                                        | 新城國語力：1                                                        |
|                                 | 亞莉亞蒂之歌                  | -                    | -                    | 11                   | -                    | 動畫電影《借東西の小矮人亞莉亞蒂》粵語片尾曲 流行南方粵語兒歌大匯：3 | 動畫電影《借東西の小矮人亞莉亞蒂》粵語片尾曲 流行南方粵語兒歌大匯：3 |
| MySecret                        | 我的秘密 MySecret             | -                    | 5                    | -                    | -                    | 新城國語力：1                                                        | 新城國語力：1                                                        |
| 2011年                          |                               |                      |                      |                      |                      |                                                                      |                                                                      |
| MySecret                        | The Voice Within              | -                    | 11                   | 1                    | -                    | 新城國語力：1                                                        | 新城國語力：1                                                        |
|                                 | 愛在當下                      | ×                    | 1                    | ×                    | ×                    | 「太陽計劃2011」主題曲 與C AllStar合唱                               | 「太陽計劃2011」主題曲 與C AllStar合唱                               |
| MySecret                        | 寂寞星球的玫瑰 The Rose       | -                    | 3                    | -                    | -                    | 新城國語力：1                                                        | 新城國語力：1                                                        |
| MySecret                        | Say it Loud                   | -                    | -                    | 2                    | -                    |                                                                      |                                                                      |
| The Best of 2008-2012           | 情人                          | -                    | 10                   | 5                    | -                    | Get Everybody Moving 2011 Live 版本                                  | Get Everybody Moving 2011 Live 版本                                  |
| 2012年                          |                               |                      |                      |                      |                      |                                                                      |                                                                      |
| Xposed                          | Someday I'll Fly              | 2                    | 1                    | 1                    | -                    | 屈臣氏蒸餾水廣告歌                                                   | 屈臣氏蒸餾水廣告歌                                                   |
| Xposed                          | What Have U Done              | 1                    | 1                    | 1                    | 1                    | 首支四台冠軍歌                                                       | 首支四台冠軍歌                                                       |
| Xposed                          | Oh Boy                        | 12                   | -                    | 19                   | -                    | 新城國語力：1                                                        | 新城國語力：1                                                        |
| Xposed                          | 奇蹟                          | -                    | -                    | -                    | -                    | 新城國語力：2                                                        | 新城國語力：2                                                        |
| Xposed                          | 泡沫                          | -                    | -                    | 2                    | -                    | 新城國語力：2                                                        | 新城國語力：2                                                        |
| Xposed                          | 失真                          | -                    | -                    | -                    | -                    |                                                                      |                                                                      |
| 2013年                          |                               |                      |                      |                      |                      |                                                                      |                                                                      |
| Xposed                          | 下一秒（我們就要死掉）        | -                    | 3                    | 4                    | -                    | 新城國語力：1                                                        | 新城國語力：1                                                        |
| Xposed                          | 潛意式的殘酷                  | -                    | -                    | 2                    | 2                    | X.X.X. Live 主題曲 新城國語力：1                                     | X.X.X. Live 主題曲 新城國語力：1                                     |
| The Best of 2008–2012（第二版） | 你把我灌醉（Intoxicated）     | -                    | 9                    | 1                    | 1                    | 新城國語力：1 原唱者為黃大煒                                         | 新城國語力：1 原唱者為黃大煒                                         |
| Live Piano Session              | 偶爾                          | -                    | 7                    | 2                    | 2                    | 新城國語力：1                                                        | 新城國語力：1                                                        |
| 2014年                          |                               |                      |                      |                      |                      |                                                                      |                                                                      |
|                                 | 存在                          | ×                    | -                    | -                    | ×                    | 新城國語力：1 另派Live Version版本 原唱者為汪峰                      | 新城國語力：1 另派Live Version版本 原唱者為汪峰                      |
|                                 | 龍捲風                        | ×                    | -                    | 1                    | ×                    | 新城國語力：2 另派Live Version版本 原唱者為周杰倫                    | 新城國語力：2 另派Live Version版本 原唱者為周杰倫                    |
|                                 | 喜歡你                        | -                    | 6                    | 2                    | ×                    | 原唱者為Beyond                                                       | 原唱者為Beyond                                                       |
| 2015年                          |                               |                      |                      |                      |                      |                                                                      |                                                                      |
| 新的心跳                        | 多遠都要在一起                | -                    | 8                    | 1                    | ×                    |                                                                      |                                                                      |
| 新的心跳                        | 單行的軌道                    | -                    | -                    | 1                    | ×                    |                                                                      |                                                                      |
| 新的心跳                        | 新的心跳                      | -                    | 3                    | 3                    | ×                    | RTHK華語歌曲排行榜：1                                                | RTHK華語歌曲排行榜：1                                                |
| 新的心跳                        | 瞬間                          | ×                    | ×                    | 3                    | ×                    | TVB8：1 DBC華語歌曲流行指數：12 全球華語歌曲排行榜: 1                | TVB8：1 DBC華語歌曲流行指數：12 全球華語歌曲排行榜: 1                |
| 新的心跳                        | 再見                          | ×                    | ×                    | 10                   | ×                    | 新城國語力：1                                                        | 新城國語力：1                                                        |
| 2016年                          |                               |                      |                      |                      |                      |                                                                      |                                                                      |
| 新的心跳                        | 來自天堂的魔鬼                | ×                    | ×                    | 1                    | ×                    |                                                                      |                                                                      |
|                                 | 有心人                        | ×                    | ×                    | 19                   | ×                    | 原唱者為張國榮                                                       | 原唱者為張國榮                                                       |
| Live Piano Session II           | 給你的歌                      | ×                    | ×                    | 7                    | ×                    |                                                                      |                                                                      |
| Live Piano Session II           | 畫                            | ×                    | ×                    | -                    | ×                    |                                                                      |                                                                      |
| 25 LOOKS                        | 再見（Club Remix）            | ×                    | ×                    | 1                    | ×                    |                                                                      |                                                                      |
| 2017年                          |                               |                      |                      |                      |                      |                                                                      |                                                                      |
|                                 | 光年之外                      | ×                    | -                    | 13                   | ×                    | 全球華語歌曲排行榜：1                                                | 全球華語歌曲排行榜：1                                                |
|                                 | 穿越火線                      | ×                    | 13                   | 2                    | ×                    |                                                                      |                                                                      |
|                                 | Victoria                      | ×                    | 8                    | -                    | ×                    | 加拿大至 HIT 中文歌曲排行榜：1                                       | 加拿大至 HIT 中文歌曲排行榜：1                                       |
| 2018年                          |                               |                      |                      |                      |                      |                                                                      |                                                                      |
| 童話的休止符                    | 倒數                          | -                    | 8                    | 1                    | ×                    | 全球華語歌曲排行榜：1                                                | 全球華語歌曲排行榜：1                                                |
| 童話的休止符                    | 那一夜                        | ×                    | ×                    | 1                    | ×                    |                                                                      |                                                                      |
| 2019年                          |                               |                      |                      |                      |                      |                                                                      |                                                                      |
| 童話的休止符                    | 睡皇后                        | -                    | 1                    | 1                    | ×                    | 加拿大至 HIT 中文歌曲排行榜：1                                       | 加拿大至 HIT 中文歌曲排行榜：1                                       |
| 摩天動物園                      | Walk on Water                 | -                    | -                    | 2                    | ×                    |                                                                      |                                                                      |
| 摩天動物園                      | 句號                          | -                    | -                    | 2                    | ×                    |                                                                      |                                                                      |
| 2020年                          |                               |                      |                      |                      |                      |                                                                      |                                                                      |
|                                 | 平凡天使                      | -                    | 12                   | 1                    | ×                    |                                                                      |                                                                      |
| 派台歌曲成績（五台）            |                               |                      |                      |                      |                      |                                                                      |                                                                      |
| 唱片                            | 歌曲                          | 903                  | RTHK                 | 997                  | TVB                  | ViuTV                                                                | 備註                                                                 |
| 2020年                          |                               |                      |                      |                      |                      |                                                                      |                                                                      |
| 摩天動物園                      | 別勉強                        | -                    | 13                   | 4                    | ×                    | -                                                                    | Featuring 周興哲                                                     |
| 2021年                          |                               |                      |                      |                      |                      |                                                                      |                                                                      |
|                                 | 兩個你                        | -                    | 14                   | 1                    | 1                    | ×                                                                    | 劇集《飛虎3壯志英雄》主題曲 加拿大至 HIT 中文歌曲排行榜：7 跨年上榜  |
|                                 | 兩個自己                      | ×                    | ×                    | ×                    | -                    | ×                                                                    | 劇集《飛虎3壯志英雄》主題曲 《兩個你》國語版                         |
| 2022年                          |                               |                      |                      |                      |                      |                                                                      |                                                                      |
| 啓示錄                          | GLORIA                        | -                    | 3                    | 2                    | -                    | -                                                                    |                                                                      |
| 啓示錄                          | 你不是第一個離開的人          | ×                    | ×                    | ×                    | ×                    | -                                                                    |                                                                      |
| 啓示錄                          | FIND YOU                      | -                    | -                    | -                    | -                    | ×                                                                    |                                                                      |
| 啓示錄                          | 天空沒有極限                  | -                    | -                    | -                    | ×                    | ×                                                                    | 曼秀雷敦中國區2020年廣告歌                                           |
| 2025年                          |                               |                      |                      |                      |                      |                                                                      |                                                                      |
| I AM GLORIA                     | A.I.N.Y. 愛你 (G.E.M. 重生版) | -                    | -                    | -                    | ×                    | ×                                                                    | 舊曲重唱 新城國語力排行榜：(1)                                       |

| 各台冠軍歌總數 | 各台冠軍歌總數 | 各台冠軍歌總數 | 各台冠軍歌總數 | 各台冠軍歌總數 | 各台冠軍歌總數    | 各台冠軍歌總數    | 各台冠軍歌總數 |
| -------------- | -------------- | -------------- | -------------- | -------------- | ----------------- | ----------------- | -------------- |
| 四台a          | 903            | RTHK           | 997            | TVB            | 備註              | 備註              | 備註           |
| 四台a          | 2              | 10             | 16             | 4              | 四台冠軍歌總數：1 | 四台冠軍歌總數：1 |                |
| 五台b          | 903            | RTHK           | 997            | TVB            | ViuTV             | 備註              |                |
| 五台b          | 0              | 0              | 1              | 1              | 0                 | 五台冠軍歌總數：0 |                |

- （*）上榜中
- （-）未能上榜
- （×）沒有派往該台，其中2012年尾與903不和，2014-2017年大部份歌曲沒有派往該台
- （(1)）兩週冠軍歌

## 音樂作品
錄音室專輯
- 《18...》（2009年）
- 《MySecret》（2010年）
- 《Xposed》（2012年）
- 《新的心跳》（2015年）
- 《童話的休止符》（2019年）
- 《摩天動物園》（2019年）
- 《啓示錄》（2022年）
- 《Revelación》（2023年）

重錄專輯
- 《I Am Gloria》（2025年）

## 影視作品

### 電影
- 《保持愛你》（2009年，客串）
- 《愛出貓》（2009年，主演）
- 《無敵破壞王》（2012年，主演配音）
- 《一路逆風》（2017年，個人紀錄片）
- 《Charming（英语：Charming (film)）》（2018年，配音）

### 綜藝節目
固定出演
- 《我是歌手》第二季（2014年）
- 《極速前進》第二季（2015年）
- 《中國新說唱》第一、二季（2018、2019年）
- 《中國夢之聲·下一站傳奇》（2018年）
- 《我要這樣生活》（2020年）
- 《明日之子》第四、五季（2020、2021年）
- 《我們的歌》第二季（2020年）
- 《同一屋檐下》（2021年）
- 《「拳」力以赴的我們》（2021年）
- 《點讚！達人秀》（2021－2022年）
- 《百川可逗鎮》（2022年）
- 《時光音樂會·老友記》（2023年）

## 出版書籍

### 書籍
- 《啓示路》繁體（2025年，香港中和出版有限公司）
- 《啓示路》簡體（2025年，北京聯合出版公司）

## 歌曲演唱會及其它音樂演出
鄧紫棋曾舉行4次大型的世界巡迴演唱會，分別為：
| 年份           | 演唱會名稱                            | 總場數 | 備註                                   |
| -------------- | ------------------------------------- | ------ | -------------------------------------- |
| 2011年－2012年 | G.E.M. Get Everybody Moving 演唱會    | 14     |                                        |
| 2013年－2015年 | G.E.M. X.X.X. Live 世界巡迴演唱會     | 73     |                                        |
| 2017年－2019年 | G.E.M. Queen of Hearts 世界巡迴演唱會 | 48     | 分為兩輪，因解約風波以高雄場為最終站。 |
| 2023年－2025年 | G.E.M. I AM GLORIA 世界巡回演唱會     | 126    |                                        |

## 私人生活

### 戀情
鄧紫棋在出道前男友為鄺晨風（Bryon）。2010年12月，鄧紫棋在街邊被香港媒體拍到與林宥嘉約會，戀情首次曝光。2013年7月，林宥嘉與鄧紫棋一同出席第24屆金曲獎，十指緊扣牽手走上金曲獎星光大道。同年8月，林宥嘉與鄧紫棋被發現在泰國普吉度假，慶祝鄧紫棋22歲生辰。兩人對感情一直保持低調，並未正面回應，外界則認為是半公開秘密，也屢傳雙方分手。2014年3月5日，林宥嘉接受媒體專訪時表示宣告今年巡演結束，就準備暫別歌壇。同月13日，林宥嘉到香港商業電台宣傳個人演唱會，並表示兩人已分手一段時間。同月18日，林宥嘉在宣傳上海演唱會的採訪中再次證實分手。同月24日，鄧在私人Facebook賬號疑似影射對林宥嘉的不滿之處，之後並引起媒體大篇幅報導，於是兩人前後四年之戀情正式宣告結束。
2016年3月2日，《全民星探》報導鄧紫棋於2月6日前往北京爲歌手華晨宇慶生，似展開戀情。二人未對此作出回應。
2018年，鄧紫棋透過Instagram公開與魏俊傑（Mark Ngai）於NASA的合照，正式對外確認兩人之間的戀情，不過卻在2021年底被港媒爆料指出兩人早已低調分手。但在2022年7月新發行的專輯內，Mark也被發現參與演出兩人還以情侶身份登場，2023年5月13日，鄧紫棋與Mark及其團隊前往馬爾代夫度假。

### 口音
鄧紫棋在上海出生，幼年移居香港，口音曾被誤認為海外歌手。她口音獨特，是因為左邊顎骨萎縮，令上下顎牙齒不能咬合，導致說話漏風，而不是先天性舌繫帶過短症（俗稱「黐脷筋」）。醫生建議其要待21歲身體停止發育後，才適合施行手術矯正。然而她表示，由於手術風險較大，加上21歲後，情況沒有惡化，決定暫時不會接受手術。她也承認會刻意改變嘴形，讓發音更準確。

## 爭議事件

### 學生時代網誌曝光
2011年11月底，鄧紫棋15歲時撰寫的Xanga網誌中惡意批評其他藝人的內容在高登討論區裡被曝光。鄧紫棋接受記者訪問時，直認那是她15歲前的網誌。鄧紫棋除了覺得自己當時很「低能」外，更向被罵的胡杏兒、鄧麗欣及吳卓羲道歉，事件很快平息。2014年，鄧紫棋在央視訪談節目中提及此事，再次向胡杏兒致歉。

### 拒絕參與叱咤頒獎禮
2012年末，樂壇頒獎禮臨近，鄧紫棋表明不會出席商業電台舉辦的叱咤頒獎禮，及後更在YouTube發表一段短片，標題為《G.E.M. 對香港頒獎禮的看法》，此片引起商台DJ、一眾娛圈「同行」及網民討論及回應。

### 撰文支持梁振英、希望香港成為真正的民主地方
2013年8月，香港集思會推出名為《90後有話說》特集，內含11名來自不同界別的90後，發表他們對社會、民生及政治的看法，鄧紫棋就是其中之一。鄧紫棋的文章分為標籤篇、夢想篇、音樂篇、媒體篇與政治篇，首數節談論自己的音樂理想和一些輕鬆話題，在最後的政治篇支持特首。同年9月初，文章於網上廣傳後，泛民主派批評她，說鄧紫棋對政治無知；亦有輿論認為藝人也有權利表達自己的政治訴求，她的意見應該得到尊重。文章標題「想跟特首說聲加油」成為潮文標題。
然而鄧紫棋於網上為事件解畫，指出只是認為社會氣氛欠佳，想和特首說聲加油，並公開希望香港有真普選、成為真正的民主地方等。

### 佔領中環事件立場
2014年9月末至10月初，香港爆發佔領中環運動（簡稱佔中）。9月27日，即佔中揭幕次日，她於臉書貼出微笑照片及開心文字。同月28日，佔中正式啟動並遭到清場當日，鄧臉書貼出基督教歌曲《We Cry Out》歌詞，並留言稱在教堂祈禱。這兩條留言在香港與大陸引起廣泛關注與討論。
香港輿論認為鄧紫棋於28日的發言，是針對27日發言被抨擊後的應對行為。而大陸社交網絡瘋轉鄧28日臉書歌詞，作為鄧紫棋支持佔中之依據，並於11月傳出其因支持佔中被封殺的消息。後因鄧紫棋於大陸各項活動如常，傳言不了了之。10月30日，《明報》刊出的訪談中，她堅持拒絕表明立場，更表示：「佔中還是反佔中，我不希望我的取態會影響年輕觀眾，不希望他們被煽動，而是有自己獨立思考。」

## 主要獎項
鄧紫棋自2008年7月出道至今已獲得超過300個兩岸三地的音樂獎項，更是首位未成年的叱咤樂壇個人獎項女得主。2013年，鄧紫棋以最年輕的香港女歌手身份入圍第24屆金曲獎的最佳國語女歌手。2014年，鄧紫棋憑借湖南衛視節目《我是歌手》，人氣急升，更獲得尼克頻道兒童選擇獎亞洲最受歡迎藝人獎，為首名香港藝人獲得此殊榮。同年，在世界音樂獎獲得三項提名。2016年，鄧紫棋獲得MTV歐洲音樂大獎最佳大陸地區及港台地區藝人。2018年11月19日，鄧紫棋登上2018年BBC百大女性第34名，而她也是榜上唯一的華人女性。2020年，鄧紫棋以第七張錄音室專輯《摩天動物園》成功獲得第31屆金曲獎的評審團獎，為該獎項至2007年來第六位得獎者。

## 廣告代言
鄧紫棋自2008年出道以來便以參與過各式各樣的廣告代言，包括Calvin Klein、卉妍康預防子宮頸癌疫苗、穿越火線、部落衝突：皇室戰爭、極速快車手、Dove、IDA、英皇教育、Maybelline、瘋狂鄰居、必理痛經痛配方、百事可樂、Skechers、白兔牌暗瘡膏、TAG Heuer、Topshop、Urban Decay和環宇太空XCOR Aerospace形象大使。

## 外部連結
- G.E.M.｜G.E.M.'s Official Website
- The Official Website of G.E.M.（2019年至今）
- 鄧紫棋在互联网电影资料库（IMDb）上的資料（英文）